# L’Année philologique
L’Année philologique (kurz APh), auch Le Marouzeau (nach ihrem Begründer, dem Latinisten Jules Marouzeau), ist die wichtigste und umfassendste Bibliografie auf dem Gebiet der klassischen Altertumswissenschaften.

## Geschichte des Werkes
Die Année philologique wurde 1924 ins Leben gerufen und erschien 1928 in einem ersten Band, der die Jahre 1924 bis 1926 beinhaltete. In der Bibliografie werden Bücher und Fachaufsätze erfasst, die die Geschichte und Kultur des Mittelmeerraumes von der Frühzeit (2. Jahrtausend v. Chr.) bis etwa zum Jahr 800 n. Chr. behandeln. Zentrales Thema sind die griechische Antike und das römische Reich.
Nachdem im ersten Band ein Zeitraum von zwei Jahren erfasst wurde, verzeichnen alle folgenden Bände die Literatur eines Kalenderjahres. Nach Marouzeaus Tod im Jahr 1964 wurde seine langjährige Mitarbeiterin Juliette Ernst Herausgeberin. Sie gründete 1965 an der University of North Carolina in Chapel Hill eine erste Zweigstelle zur Auswertung, 1972 eine zweite in Heidelberg, seit 2013 an der Universität München. 1977 wurde ein drittes Büro in Lausanne eröffnet, weitere folgten 1996 in Genua und 1999 in Granada. Herausgebende Körperschaft ist die Société Internationale de Bibliographie Classique. Sie wird von den Institutionen Centre National de la Recherche Scientifique in Frankreich, der University of Cincinnati, dem National Endowment for the Humanities in den USA, der American Philological Association, der Heidelberger Akademie der Wissenschaften, der Schweizerischen Akademie der Geistes- und Sozialwissenschaften, der Fakultät für Literatur und Philosophie der Universität Genua, dem Centro di Servizi Bibliotecari di Lettere e Filosofia, dem Consiglio Nazionale delle Ricerche in Rom, der Universität Granada, der Fédération Internationale des Associations d’Études Classiques und UNESCO herausgegeben. Derzeitiger Herausgeber und Nachfolger Ernsts ist Pierre-Paul Corsetti, zugleich Leiter der französischen Zweigstelle, die seit 1992 dem Centre Jean Pépin des CNRS zugeordnet ist. Leiter der Zweigstelle Cincinnati ist Lisa D. Carson, der Zweigstelle Heidelberg war Ernst A. Schmidt, in Genua Franco Montanari und in Granada Pedro Pablo Fuentes González.

## Aufbau und Inhalt
Der Aufbau der Année philologique ist zweigeteilt. Der erste Teil besteht aus dem Themenbereich Antike Autoren und Texte, der zweite Teil aus Themen und Disziplinen. Erschlossen werden die Bände durch thematische Indices für antike Namen, moderne Namen und Autoren. Seit Band 42 (1971) wird auch ein geografischer Index geboten, der kurzzeitig (Bände 57 und 58, 1986 und 1987) aufgegeben wurde.
Derzeit werden jährlich etwa 12.500 neue Einträge verzeichnet. Dazu werden 1.500 Zeitschriften sowie Sammelbände (etwa Sitzungsberichte, Kolloquienbände, Festschriften) ausgewertet. Zu vielen Artikeln wird ein Abstract geboten. Zu Monografien werden Rezensionsangaben angegeben. Der Marouzeau wertet auch kleine und nur wenig verbreitete Zeitschriften aus und ist somit ein wichtiges Hilfsmittel beim Erschließen der altertumswissenschaftlichen Literatur. Nachdem 1995 eine Datenbank auf CD-ROM mit dem Inhalt der Jahrgänge 1976 bis 1987 veröffentlicht wurde (Database of Classical Bibliography), gibt es seit Ende der 1990er Jahre die Möglichkeit des kostenpflichtigen Zugriffs auf die Datenbank über das Internet. Stand August 2017 ist der Datenbestand von 1924 bis 2015 verfügbar.
Wichtig und in der Forschung mittlerweile nahezu allgemein anerkannt ist das der APh vorangestellte Abkürzungsverzeichnis der ausgewerteten Zeitschriften. Problematisch am Marouzeau ist der mittlerweile mehrere Jahre betragende Berichtsverzug: Durch die große Menge der altertumswissenschaftlichen Publikationen, die immer weiter wächst, schaffen es die Herausgeber nicht mehr, den früher meist zwei Jahre betragenden Zeitraum zwischen dem Erscheinen der Bände und deren Berichtszeiträumen aufrechtzuerhalten. Deshalb hat es sich in der Forschung eingebürgert, diesen Zeitraum mit den vierteljährlich erscheinenden, sehr aktuellen bibliografischen Angaben in der Zeitschrift Gnomon zu überbrücken. Allerdings wertet der Gnomon Zeitschriften nicht in vergleichbar großer Menge aus und gibt auch keine weitergehenden Informationen.

## Vorgängerwerke
Die Zeiträume vor dem Erscheinen des ersten Bandes werden in anderen Bibliografien erfasst:
- bis etwa 1700 in Johann Albert Fabricius: Bibliotheca graeca, Bibliotheca latina und Bibliotheca latina mediae et infimae aetatis
- 1700 bis 1878 in Wilhelm Engelmann, Emil Preuss: Bibliotheca scriptorum classicorum, 2 Bände, 8. Auflage, Leipzig 1880–1882
- 1878 bis 1896 in Rudolf Klussmann: Bibliotheca scriptorum classicorum et Graecorum et Latinorum, 2 Bände, Leipzig 1909–1913
- 1896 bis 1914 in Scarlat Lambrino: Bibliographie de l'antiquité classique 1896 – 1914 (nur Band 1: Auteurs et textes erschienen), Paris 1951
- 1914 bis 1924 in Jules Marouzeau: Dix années de bibliographie classique, Paris 1927–1928